# Pieskowa Skała (gmina)
Pieskowa Skała (od 1877 Sułoszowa) – dawna gmina wiejska istniejąca w XIX wieku w guberni kieleckiej. Siedzibą władz gminy była Pieskowa Skała (obecnie część Sułoszowej).
Za Królestwa Polskiego gmina Pieskowa Skała (alt. gmina Piaskowa Skała) należała do powiatu olkuskiego w guberni kieleckiej (utworzonej w 1867).
Gmina została zniesiona w 1877 roku przez przemianowanie na gmina Sułoszowa.